# Её роковой недостаток
«Её роковой недостаток» (англ. Her Fatal Flaw) — детективный художественный фильм режиссёра Джорджа Менделюка. Не рекомендуется детям до 16 лет.

## Сюжет
Высокопоставленный политик найден убитым в гостиничном номере в Чикаго. Все собранные на месте преступления улики указывают на то, что убийство совершил состоятельный чикагский бизнесмен Роберт Дженаро. В скором времени Дженаро оказывается в почти полном одиночестве и понимает, что единственный человек, кому он может доверять — его невеста Лэйни Хенесси, к которой он обращается за моральной и юридической защитой.
В ходе расследования обстоятельств преступления Хенесси сталкивается с некоторыми неприятными фактами и оказывается втянутой в запутанную сеть шантажа, убийства и обмана, которые угрожают разрушить её карьеру и её любовь. Чем ближе адвокат подбирается к истине, тем дальше она отходит от любимого человека.
В конечном счёте Хенесси приходится решать дилемму — знать ли ей всю правду о своём женихе или уничтожить свою, до того времени вполне безоблачную, жизнь. Станет ли это решение «её роковым недостатком»?